# Eagle (motorfiets)

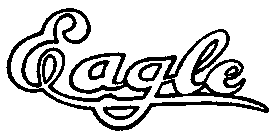

Eagle is een Amerikaans historisch merk van motorfietsen.
De bedrijfsnaam was: Eagle Motor Works, Minneapolis, Minnesota, later Eagle Motor Co., Chicago, Illinois.
Eagle Motor Works verkocht van 1910 tot 1915 motorfietsen met 4pk-Spacke-eencilinders en 7- en 9pk-V-twins. De meeste van deze modellen waren geproduceerd door de Excelsior Cycle Company, Chicago en middels badge-engineering ook als De Luxe, Sears, Crawford en Dayton op de markt gebracht.